# Nowogródzka Brygada Kawalerii

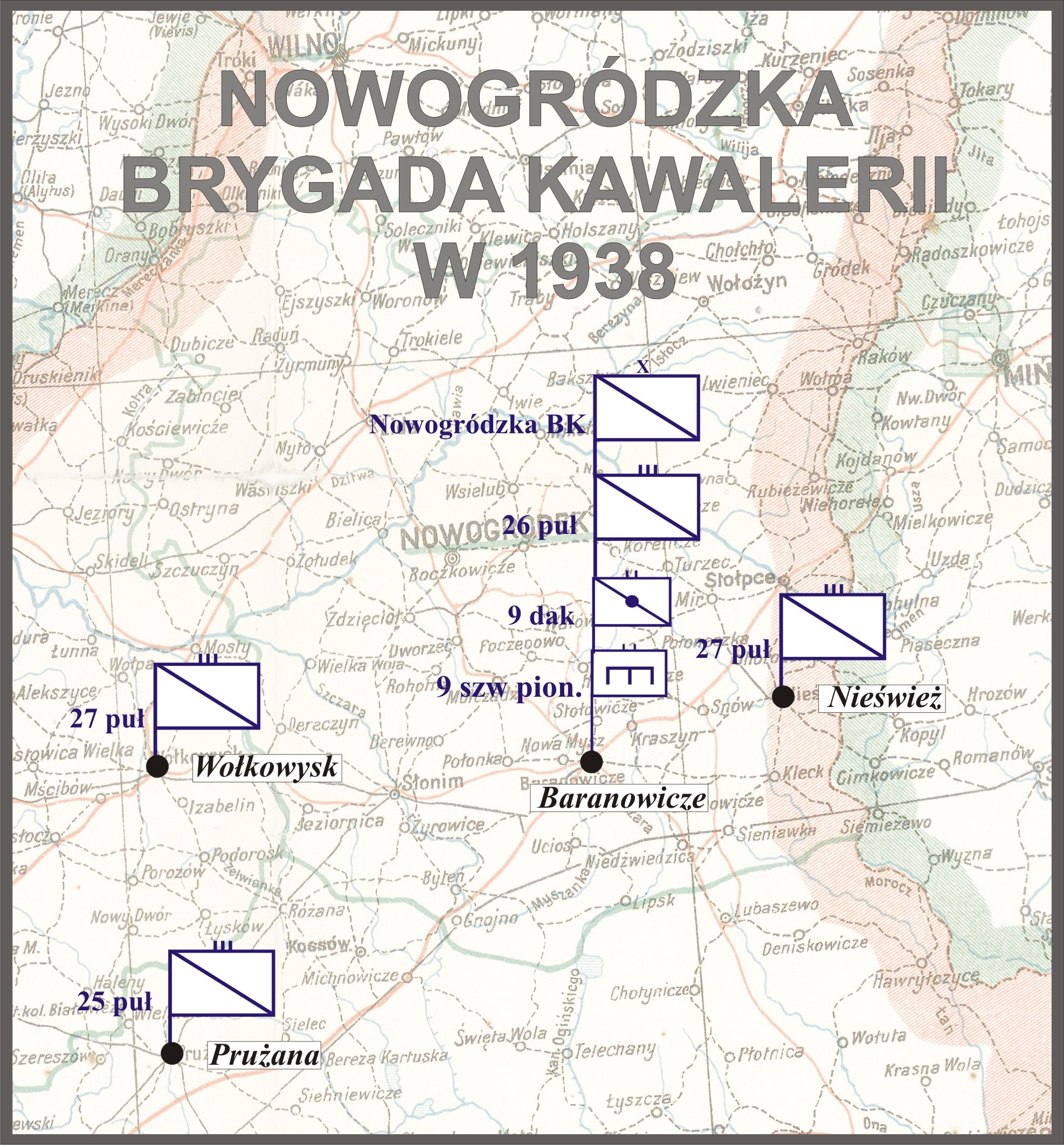
Nowogródzka BK w 1938

Nowogródzka Brygada Kawalerii (Now. BK) – wielka jednostka kawalerii Wojska Polskiego II RP.
W czasie kampanii wrześniowej brygada walczyła w składzie Armii „Modlin”. W czasie bitwy granicznej osłaniała pod Działdowem i Lidzbarkiem lewe skrzydło armii. Potem działała na przedmościu płockim, a dalej przez Modlin przeszła do Wiązowny, gdzie stała się trzonem Grupy Operacyjnej Kawalerii gen. Andersa. W jej składzie uderzała na Mińsk Mazowiecki, a następnie przeszła do odwodu Naczelnego Wodza w rejonie Lubartowa. Wzięła udział w II bitwie tomaszowskiej. 27 września została rozbita w starciach z oddziałami sowieckimi w drodze do granicy węgierskiej.

## Okres międzywojenny
Minister spraw wojskowych rozkazem Dep. Dow. Og. 1820. Org. Tj. nadał z dniem 1 kwietnia 1937 roku dotychczasowej BK Baranowicze nazwę „Nowogródzka Brygada Kawalerii”.
Brygada rozlokowana była na terenie Okręgu Korpusu Nr IX z wyjątkiem 3 pułku strzelców konnych, który stacjonował w garnizonie Wołkowysk na terenie Okręgu Korpusu Nr III.
Organizacja pokojowa brygady w latach 1937–1939.
- Dowództwo Nowogródzkiej Brygady Kawalerii w Baranowiczach
- 25 pułk Ułanów Wielkopolskich w Prużanie
- 26 pułk Ułanów Wielkopolskich im. Hetmana Wielkiego Litewskiego Jana Karola Chodkiewicza w Baranowiczach
- 27 pułk ułanów im. Króla Stefana Batorego w Nieświeżu
- 3 pułk strzelców konnych im. Hetmana Stefana Czarnieckiego w Wołkowysku
- 9 dywizjon artylerii konnej w Baranowiczach
- 9 szwadron pionierów w Baranowiczach
- 9 szwadron łączności w Baranowiczach
- szwadron zapasowy 25 pułku ułanów w Łukowie
- szwadron zapasowy 26 pułku ułanów w Łukowie
- szwadron zapasowy 27 pułku ułanów w Łukowie
- szwadron zapasowy 3 pułku strzelców konnych w Wołkowysku

Obsada personalna i struktura organizacyjna w marcu 1939 roku
- dowódca brygady – gen. bryg. Władysław Anders
- zastępca dowódcy – płk kaw. Wincenty Jasiewicz
- szef sztabu – mjr dypl. kaw. Adam Sołtan
- I oficer sztabu – kpt. dypl. art. Tadeusz Bartoszewski
- I oficer sztabu (dubler) – kpt. dypl. art. Paweł Gill
- II oficer sztabu – rtm. Zygmunt Lassota
- dowódca łączności – kpt. łączn. Aleksy Szczeszek
- oficer intendentury – kpt. int. Tadeusz II Żurakowski

## Udział w kampanii wrześniowej 1939

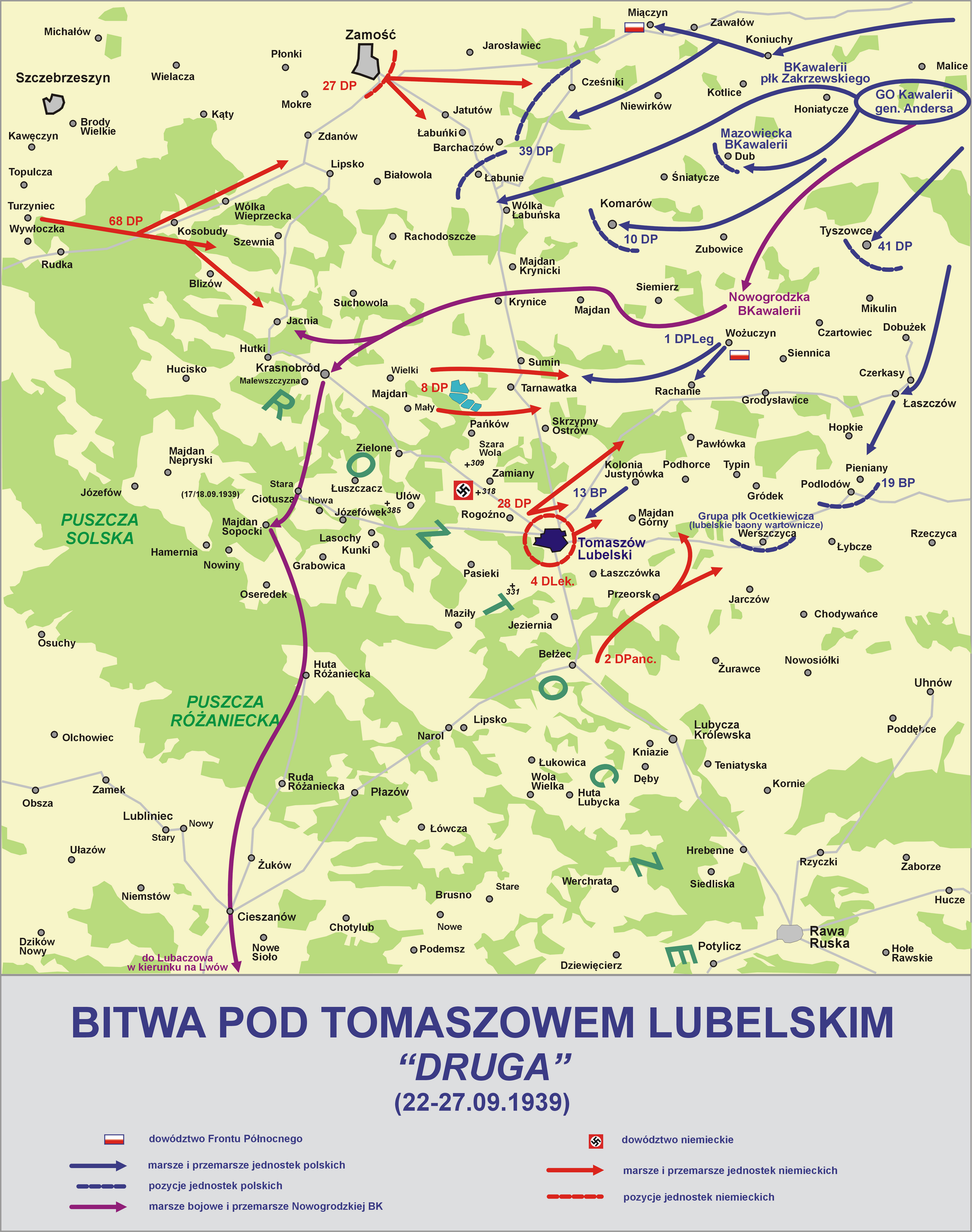

Nowogródzka BK pod dowództwem gen. bryg. Władysława Andersa została zmobilizowana 23 marca 1939 w wyniku mobilizacji alarmowej i wraz z 20 DP przetransportowana w rejon Sierpca i Płocka. Weszła w skład Armii „Modlin”. 8 sierpnia brygada postawiona została w stan alarmu i skierowana nad granicę Prus Wschodnich w rejon Lidzbarka, gdzie jej zadaniem była osłona zachodniego skrzydła armii.
1 września broniła pozycji na zachód od Mławy przed niemiecką 217 Dywizją Piechoty gen. mjr. Richarda Baltzera. W dniach 2–3 września osłaniała zachodnie skrzydło armii pod Lidzbarkiem. 4 września wykonała udany odciążający atak na Petrykozy, gdzie zdobyła licznych jeńców i sprzęt. Po przełamaniu polskiej obrony pod Mławą rozpoczęła odwrót w kierunku Płocka. Tego samego dnia jej oddziały weszły w skład Grupy Operacyjnej Kawalerii gen. Władysława Andersa. Brygada została skierowana do obrony odcinka Wisły między Dobrzyniem a Czerwińskiem. 

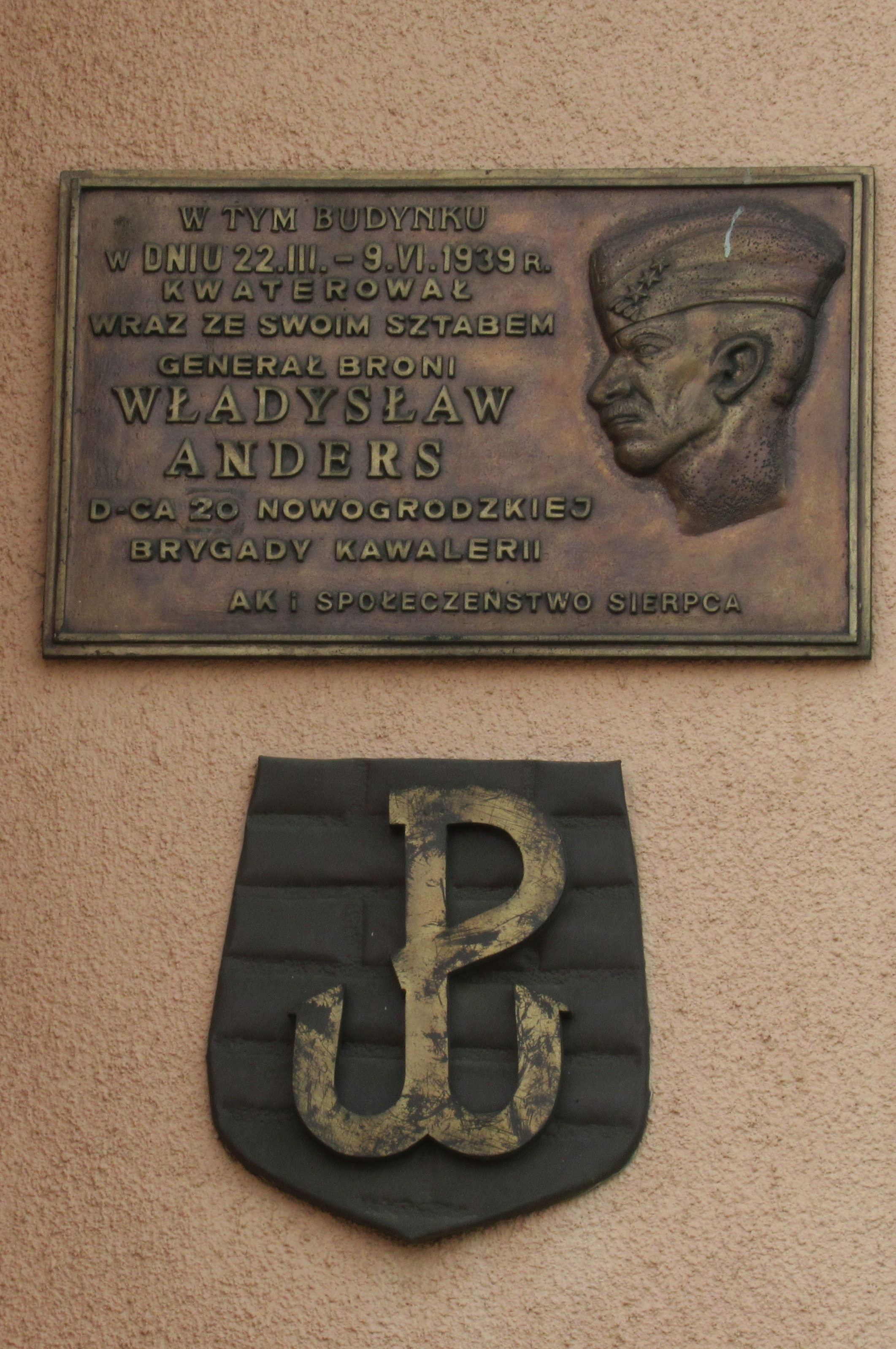
Tablica pamiątkowa w Sierpcu na domu przy ul. Chopina 16

6 września gen. Anders został wezwany do Rembertowa, gdzie dowiedział się, że wraz ze swoją jednostką przechodzi pod rozkazy gen. Juliusza Rómmla – dowódcy tworzącej się Armii „Warszawa”. 12 września Brygada dostała rozkaz uderzenia na Mińsk Mazowiecki. Natarcie ruszyło z Wiązowny 13 września wraz z Wołyńską Brygadą Kawalerii. 27 pułk ułanów po ciężkich walkach z niemiecką 11 Dywizją Piechoty gen. por. Maxa Bocka zdobył Maliszew (w ramach tej walki odbyła się jedna z pięciu szarż kawaleryjskich kampanii wrześniowej, w której wziął udział głównie pierwszy szwadron pułku; szarża załamała się pod ogniem niemieckich ckm, ale ułani pieszo w bardzo dramatycznym boju na bagnety zdobyli Maliszew), a 26 pułk ułanów dotarł do toru kolejowego i zatrzymał się. Odwodowy 25 pułk ułanów zdobył Grzechowiska. Ostatecznie atak został jednak zatrzymany wobec braku zapowiadanego wsparcia Armii „Modlin”, a oddziały zawrócone. Ponieważ kawaleria nie byłaby przydatna do obrony Warszawy, gen. J. Rómmel nakazał GO gen. Andersa wycofanie się na południe. 
Dotarłszy na Lubelszczyznę, Brygada podporządkowała się gen. Stefanowi Dąb-Biernackiemu, dowódcy Frontu Północnego. Po ciężkich walkach pod Tomaszowem Lubelskim w dniach 22–24 września tylko część Brygady zdołała przerwać się przez niemiecki pierścień okrążenia. Po przebiciu się przez pozycje niemieckie pod Krasnobrodem Brygada ruszyła w kierunku Lubaczowa, gdzie 27 pułk ułanów drugi raz w trakcie wojny wykonał nieudaną szarżę na stanowiska niemieckiego batalionu piechoty pod miejscowością Morańce. Poległo w niej lub odniosło rany 80 ułanów i oficerów. Zginęli dowódcy szwadronów rtm. Józef Kwieciński, por. Stefan Olszewski i mjr Włodzimierz Lizoń. Rankiem 27 września Niemcy uderzyli na brygadę siłami piechoty, artylerii i czołgów, powodując rozproszenie się kawalerii po okolicznych lasach.

## Obsada personalna Kwatery Głównej we wrześniu 1939
- dowódca – gen. bryg. Władysław Anders (od 12 IX 1939 dowódca GOKaw.)
- zastępca dowódcy – płk kaw. Kazimierz Żelisławski (12–24 IX 1939 dowódca brygady)
- oficer ordynansowy - rtm. Olgierd Ślizień (od 12 IX 1939 oficer ordynansowy dowódcy GOKaw. gen. Andersa)
- szef służby sprawiedliwości - kpt. aud. Bolesław Teodor Stypułkowski
- szef sztabu - mjr dypl. Adam Sołtan (od 12 IX 1939 szef sztabu GOKaw. gen. Andersa)
- oficer operacyjny - kpt. dypl. Paweł Gil (od 11 IX 1939 szef sztabu)
- pomocnik oficera operacyjnego - rtm. Władysław Zgorzelski
- oficer informacyjny - por. dypl. Zbigniew Kiedacz (od 12 IX 1939 oficer informacyjny GOKaw. gen. Andersa)
- pomocnik oficera informacyjnego - por. obs. Wacław Zacharewicz (poległ 23 IX)
- dowódca łączności - kpt. łącz. Jan Zbigniew Trojanowski †1940 Charków[5]
- kwatermistrz – kpt. dypl. art. Tadeusz Bartoszewski (od 12 IX 1939 kwatermistrz GOKaw. gen. Andersa)
- oficer służby intendentury – kpt. int. Tadeusz II Żurakowski
- oficer służby uzbrojenia – por. rez. Dębski
- oficer płatnik – por. Przyborowski[6]
- naczelny lekarz - kpt. lek. dr Bolesław Tomaszewski
- naczelny lekarz weterynarii - kpt. lek. wet. Aleksander Zbigniew Hollitscher
- oficer transportowy - rtm. rez. Alfred Reliszko
- komendant Kwatery Głównej – mjr st. spocz. Włodzimierz Lizoń †26 IX Broszków
- szwadron sztabowy (dowództwo Now. BK) – rtm. Zygmunt Lassota
- pluton gospodarczy - ppor. kaw. rez. Ignacy Prusakiewicz †26 IX Broszków

## Organizacja wojenna brygady we wrześniu 1939
W nawiasach podano nazwy jednostek mobilizujących.
- Kwatera Główna Nowogródzkiej Brygady Kawalerii
- poczta polowa nr 178 (mobilizowana w Białymstoku przez Dyrekcję Okręgu Poczt i Telegrafu Warszawa) – NN
- sąd polowy nr 49 (Dowództwo Now. BK) – kpt. aud. Bolesław Teodor Stypułkowski[7]
- samodzielny pluton karabinów maszynowych nr 9 (25 puł.) – por. rez. Mieczysław Wiewiórowski
- 25 pułk ułanów – płk Bohdan Stachlewski
- 26 pułk ułanów – płk dypl. Ludwik Schweizer
- 27 pułk ułanów – ppłk Józef Pająk
- 4 pułk strzelców konnych – ppłk Zygmunt Marszewski
- 9 dywizjon artylerii konnej – ppłk Tadeusz Erazm Rohoziński
- dywizjon pancerny nr 91 (4 bpanc.) – mjr Antoni Śliwiński
- 5 batalion strzelców (III/32 pp w Działdowie) – mjr Piotr Perucki
- bateria artylerii przeciwlotniczej motorowa typ „B” nr 89 (9 dywizjon artylerii przeciwlotniczej) – kpt. Janusz Klimontowicz (podporządkowana dowódcy 8 DP)
- szwadron kolarzy nr 1[b]  (4 psk) – por. Leszek Edward Irzyłowski vel Iżyłowski †1940 Charków[8]
- szwadron pionierów nr 9 (26 puł.) – rtm. Władysław Wojnikonis †1940 Ukraina[9]
- szwadron łączności nr 9 (26 puł.) – kpt. łącz. Ryszard Aleksander Bajzert[10][11]
  - dowódca plutonu łączności Kwatery Głównej – ppor. łącz. rez. Stefan Laurysiewicz[11]
  - dowódca plutonu radio – por. łącz. Wacław Jan Tarnowski[12][11]
- pluton konny żandarmerii nr 9 (pl. żand. „Baranowicze”) – ppor. Adam Daszewski
- drużyna parkowa uzbrojenia nr 941 (9 dak) - NN
- park intendentury typ II nr 941 (26 puł.) – kpt. int. Kwiatkowski[13][c]
- pluton sanitarny konny nr 89 (3 psk) – kpt. lek. dr Bolesław Tomaszewski
- kolumna taborowa kawalerii jednokonna typ I nr 941 (25 puł.)
- kolumna taborowa kawalerii jednokonna typ I nr 942 (25 puł.)
- kolumna taborowa kawalerii jednokonna typ I nr 943 (szwadron zapasowy 25 puł.)
- kolumna taborowa kawalerii jednokonna typ I nr 944 (szwadron zapasowy 26 puł.)
- kolumna taborowa kawalerii jednokonna typ I nr 945 (szwadron zapasowy 27 puł.) - por. rez. Harald Krusche
- kolumna taborowa kawalerii jednokonna typ I nr 358 (3 psk)
- warsztat taborowy nr 344 (3 psk)

Pododdziały przydzielone:
- batalion ON „Mazury I” – kpt. Kazimierz Mordzewski
- I pluton 53 eskadry obserwacyjnej – kpt. obs. Stanisław Sawczyński

## Obsada personalna brygady
Dowódcy brygady
- płk kaw. Adolf Mikołaj Waraksiewicz (X 1921 – 15 VII 1927 → dowódca XVIII BK)
- płk kaw. / gen. bryg. Stanisław Grzmot-Skotnicki (15 VII 1927[15] IV 1937 → dowódca Pom. BK)
- gen. bryg. Władysław Anders (IV 1937 – 11 IX 1939 → dowódca GO Kaw)
- płk kaw. Kazimierz Żelisławski (12–24 IX 1939 → zastępca dowódcy)
- gen. bryg. Konstanty Plisowski (24–28 IX 1939)

Szefowie sztabu
- rtm. Wiktor Brodkiewicz (1924)
- rtm. SG Medard Cibicki (15 X 1924 – 11 X 1926 → dowódca szwadronu w 3 puł.)
- rtm. SG Jerzy Zaleski (od 11 X 1926[16])
- mjr dypl. Tadeusz Julian Nalepa (1929 – 1 XI 1930 → Oddział IV SG[17])
- mjr dypl. kaw. Witold Cieśliński (1 XI 1930[18] – 23 III 1932[19])
- rtm. dypl. Mieczysław Henryk Fiedler (23 III 1932[20] – 7 VI 1934 → Dep. Kaw. MSWojsk[21].)
- mjr dypl. kaw. Zygmunt Mieszczankowski (od 7 VI 1934[21])
- mjr dypl. Adam Sołtan (do 11 IX 1939)
- kpt. dypl. Paweł Gil (od 11 IX 1939)

### Żołnierze Brygady (w tym OZ) – ofiary zbrodni katyńskiej
Biogramy zamordowanych znajdują się na stronie internetowej Muzeum Katyńskiego
| Nazwisko i imię     | stopień        | zawód             | miejsce pracy / służby (stanowisko) | miejsce pracy / służby (stanowisko) | zamordowany |
| Nazwisko i imię     | stopień        | zawód             | przed mobilizacją                   | we wrześniu 1939                    | zamordowany |
| ------------------- | -------------- | ----------------- | ----------------------------------- | ----------------------------------- | ----------- |
| Kułakowski Tadeusz  | por. int. rez. |                   | osadnik wojskowy                    |                                     | Charków     |
| Plisowski Konstanty | gen. bryg      | żołnierz zawodowy |                                     | dowódca brygady                     | Charków     |
| Markiewicz Antoni   |                | nauczyciel        | zam. w Ostrynie                     |                                     | Kalinin     |